# 阿尔巴尼亚重组劳动党
阿尔巴尼亚重组劳动党（阿尔巴尼亚语：Partia e Punes e Shqiperise e Riorganizuar）是阿尔巴尼亚的一个共产主义政党。该党成立于2007年7月4日。该党的意识形态是共产主义、马克思列宁主义、霍查主义。该党的第一书记是Marko Dajti。2011年，该党在地方选举中获得1个地方议会席位。
原阿尔巴尼亚劳动党政治局委员穆霍·阿斯拉尼曾加入该党，后因为他反对该党支持争取阿尔巴尼亚LGBT权益的立场，而于2013年5月被开除。